# Shipley (Shropshire)
Shipley – przysiółek w Anglii, w Shropshire, w dystrykcie (unitary authority) Shropshire. Leży 35,6 km od miasta Shrewsbury i 190,5 km od Londynu. W latach 1870–1872 osada liczyła 40 mieszkańców. Shipley jest wspomniana w Domesday Book (1086) jako Sciplei.